# Paróquia São Francisco de Assis (Belém)
A Paróquia São Francisco de Assis é uma igreja católica da arquidiocese de Belém do Pará em honra a São Francisco de Assis. Está localizada no bairro de São Brás, Belém do Pará. Foi fundada em 4 de março de 1962.